# ويندي إيفرسون
ويندي إيفرسون (بالإنجليزية: Wendy Everson) هي دراجة بريطانية، ولدت في 7 أبريل 1965.

## روابط خارجية
- ويندي إيفرسون على موقع اتحاد ألعاب الكومنولث (مؤرشف) (الإنجليزية)